# Džida
Džida (rusky Джида) je řeka v Burjatské republice v Rusku. Je dlouhá 567 km. Plocha povodí měří 23 500 km².

## Průběh toku
Pramení na jižních svazích západní části horského hřbetu Chamar Daban a teče rovnoběžně s Džidinským hřbetem. Na horním toku má charakter prudkého potoka s množstvím peřejí, který protéká v soutěsce. Níže se střídají úseky s úzkým a širokým údolím. Ústí zleva do Selengy (povodí Jeniseje).

## Vodní režim
Zdrojem vody jsou převážně dešťové srážky. Průměrný roční průtok vody v ústí činí 60 m³/s.

## Využití
Řeka je splavná pro vodáky.